# Ruta 128 (Costa Rica)
La Ruta 128, oficialmente Ruta Nacional Secundaria 128, es una ruta nacional de Costa Rica ubicada en la provincia de Heredia.

## Descripción
En la provincia de Heredia, la ruta atraviesa el cantón de Barva (los distritos de San Pedro, San Pablo, San Roque), el cantón de Santa Bárbara (los distritos de Santa Bárbara, Jesús).